# Andrzej Nowak

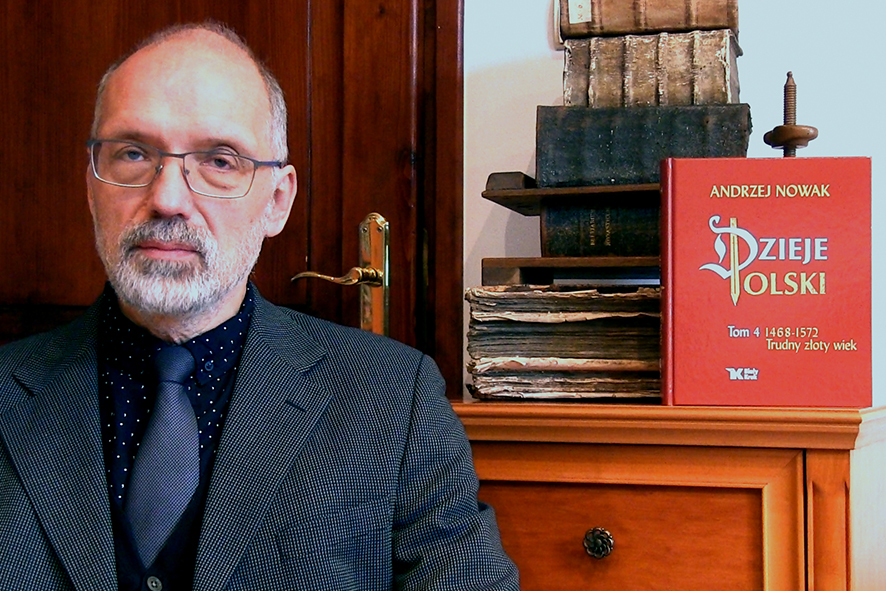
Andrzej Nowak und sein Werk Geschichte Polens (2019)

Andrzej Nowak (* 12. November 1960 in Krakau, Polen) ist ein konservativer polnischer Historiker, Professor an der Jagiellonen-Universität in Krakau und Autor der mehrbändigen Geschichte Polens.

## Leben
Nach dem Abitur begann Andrzej Nowak ein Studium der Geschichte an der Jagiellonen-Universität, das er 1982 beendete. Seit 1983 ist er Mitglied des Historischen Instituts der Polnischen Akademie der Wissenschaften in Warschau, an dem er 1990 promovierte. Er habilitierte sich 2002 mit einer Arbeit über die Ostpolitik von Józef Piłsudski. 2011 wurde ihm der Titel des Professors verliehen. Andrzej Nowak heiratete und hat zwei Kinder.
In den 1980er Jahren war er Teil der antikommunistischen Opposition gegen das Regime in der Volksrepublik Polen, hielt im Untergrund Vorlesungen über die polnische Geschichte an der Jagiellonen-Universität und war Mitglied des Unabhängigen Studentenverbands.
Nowak gehört zu den meistgelesenen polnischen Historikern und seine wissenschaftlichen Schwerpunkte sind die polnische sowie russische Geschichte des 19. und 20. Jahrhunderts, die Geschichte der Sowjetunion, das Dreieck der polnisch-deutsch-russischen Beziehungen und die Geschichte der politischen Philosophie. Einem breiten Publikum ist er vor allem durch seine mehrbändige Geschichte Polens bekannt. Bislang sind fünf Bände dieser Arbeit erschienen, in denen die polnische Geschichte bis zum Jahr 1632 beschrieben wird. Unter anderem dafür wurde ihm 2019 von Andrzej Duda der Orden des Weißen Adlers verliehen, das höchste Ehrenzeichen Polens. Der Literaturkritiker Krzysztof Masłoń bezeichnete die Geschichte Polens als wichtigstes polnisches Buch nach 1989.
Zur polnischen und russischen Geschichte hielt Nowak zahlreiche Vorlesungen an Universitäten auf der ganzen Welt, unter anderem in Rice, Columbia, Harvard, Cambridge, University College London, Dublin, Brünn oder Tokio. In den Jahren 1994 bis 2012 war er Chefredakteur der Fachzeitschrift Arcana und ist bis heute regelmäßig als Publizist in verschiedenen polnischen Zeitschriften tätig.

## Kritik
Pierre Buhler, Politikwissenschaftler an der Hochschule Sciences Po und französischer Botschafter in Warschau von 2012 bis 2016, schreibt über Nowak, dieser sei der „Architekt der Geschichtspolitik Polens“. Nowak hat sich gegen die kritische Geschichtsschreibung geäußert und befürwortet eine „Monumentalgeschichte der Helden“, die dem Zweck dient, eine nationale Gemeinschaft aufzubauen, indem eine „nationale Erzählung“ etabliert wird. Buhler bemerkt, Nowak wolle die Größe und Tugend und den patriotischen Heroismus der polnischen Nation hervorheben und unschöne Aspekte aus der historischen Erinnerung tilgen. Ein solcher Aspekt ist beispielsweise die berechtigte Kritik am Warschauer Aufstand vom 1. August bis zum 2. Oktober 1944, der wegen seinem verfrühten Zuschlagen als sinnlose Selbstaufopferung der Polen aufgefasst werden kann. Die Kritik wird von PiS abgelehnt.

## Schriften (Auswahl)
- Między carem a rewolucją. Studium politycznej wyobraźni i postaw Wielkiej Emigracji wobec Rosji 1831–1849 [Zwischen Zar und Revolution. Ein Studium der politischen Vorstellungskraft und Einstellung gegenüber Russland in der Großen Emigration], Warszawa 1994.
- Od imperium do imperium. Spojrzenia na historię Europy Wschodniej [Von Imperium zu Imperium. Ein Blick auf die Geschichte Osteuropas], Krakau 2004.
- Historie politycznych tradycji. Piłsudski, Putin i inni [Geschichte politischer Traditionen. Piłsudski, Putin und andere], Krakau 2007.
- History and Geopolitics. A Contest for Eastern Europe, Warschau 2008.
- Polska i trzy Rosje. Studium polityki wschodniej Józefa Piłsudskiego [Polen und drei Russlands. Ein Studium der Ostpolitik von Józef Piłsudski], Krakau 2008.
- Ojczyzna Ocalona. Wojna sowiecko-polska 1919–1920 [Gerettetes Vaterland. Der Polnisch-Sowjetische Krieg 1919–1920], Krakau 2010.
- Imperiological Studies. A Polish Perspective, Krakau 2011.
- Strachy i Lachy. Przemiany polskiej pamięci [Angst und Polentum. Transformationen der polnischen Erinnerung], Krakau 2012.
- Geschichte Polens (Anfang – 1202), Band 1, Verlag Biały Kruk, Krakau 2014.
- Uległość czy niepodległość [Abhängigkeit oder Unabhängigkeit], Krakau 2014.
- Geschichte Polens (1202–1340), Band 2, Verlag Biały Kruk, Krakau 2015.
- Pierwsza zdrada Zachodu. 1920 – zapomniany appeasement, Wydawnictwo Literackie, Kraków 2015
  - deutsche Übersetzung: Das vergessene Appeasement von 1920. Lloyd George, Lenin und Polen, De Gruyter Oldenbourg, Berlin 2024, ISBN 978-3-11-133143-0, Open Access.
- Historia i Polityka [Geschichte und Politik], Krakau 2016.
- Geschichte Polens (1340–1468), Band 3, Verlag Biały Kruk, Krakau 2017.
- Niepodległa! 1864–1924. Jak Polacy odzyskali Ojczyznę [Unabhängig! 1864–1924. Wie Polen das Vaterland wiedererlangte], Krakau 2018.
- Geschichte Polens (1468–1572), Band 4, Verlag Biały Kruk, Krakau 2019.
- Klęska Imperium Zła. Rok 1920 [Der Fall des Evil Empire. Jahr 1920], Krakau 2020.
- Między nieładem a niewolą. Krótka historia myśli politycznej [Zwischen Chaos und Sklaverei. Eine kurze Geschichte der politischen Philosophie], Krakau 2020.
- Geschichte Polens (1572–1632), Band 5, Verlag Biały Kruk, Krakau 2021.
- Polska i Rosja. Sąsiedztwo wolności i despotyzmu X–XXI w. [Polen und Russland. Eine Nachbarschaft der Freiheit und des Despotismus], Krakau 2022.
- Wojna i dziedzictwo. Historia najnowsza [Krieg und Erbe. Neueste Geschichte], Krakau 2022.

## Auszeichnungen
- Orden des Weißen Adlers, 2019.
- Orden Polonia Restituta, 2016.
- Silbernes Verdienstkreuz der Republik Polen, 2003.